# Kutty (película de 2010)
Kutty (en inglés: Small kid ) es la película de acción y drama romántico en lengua tamil de 2010 dirigida por Mithran Jawahar, quien con el proyecto, se recombina con el actor principal tras el éxito de su anterior aventura. La película está protagonizada por Dhanush, Shriya Saran y Sameer Dattani en los papeles principales, con Radha Ravi como protagonista. La película, un remake de la película télugu Arya (2004), tiene a Gemini Film Circuit como productor, mientras que Devi Sri Prasad se encarga de la composición musical. La película, que estuvo en producción durante un año, se estrenó el 14 de enero de 2010, coincidiendo con el festival tamil de Thai Pongal . 

## Trama
En la playa de Kanyakumari, Geetha (Shriya Saran) mira un diario personal solitario donde disfruta de un poema escrito en él. Ella admira el poema confiando en la misma página. Mientras ella y su amiga admiran la belleza del amanecer, ella pierde accidentalmente una de sus tobilleras (se cae al mar). Ve a una persona saltando tras ella y percibe que ha muerto en las aguas. El incidente la persigue en su sueño una y otra vez y se siente muy culpable por ello. En su universidad, conoce a un chico rico y guapo, Arjun (Sameer Dattani), que la impresiona para ganar su amor. Le propone matrimonio y la amenaza con amarlo o de lo contrario moriría saltando desde el tejado de la universidad. Ya sintiéndose culpable por ser la causa de la muerte de una persona, no está dispuesto a dejar que suceda de nuevo Geetha acepta su amor y grita "Te amo" delante de toda la universidad a Arjun, lo que fue presenciado por Kutty (Dhanush). 
Kutty declara su amor por Geetha delante de Arjun, lo que sorprende a Geetha y molesta a Arjun. Geetha rechaza su petición una y otra vez y le recuerda su relación con Arjun. Pero Kutty, en cambio, le dice que no es un problema para él y le dice que siga amando a Arjun y que él nunca dejará de amarla. Arjun está irritado por la actuación de Kutty. Pelea con él para intimidarlo y que se detenga, pero en vez de eso fue desafiado por Kutty, que si Arjun confía en su amor nadie separaría a Geetha de él y que el mejor hombre gane. Arjun no encuentra otra opción que aceptar para demostrar su confianza en su amor (si no, acepta que su amor es débil). Mientras Kutty hace todo tipo de trucos para impresionar a Geetha (incluyendo ganar una carrera arreglada para proteger la castidad de Geetha de Arjun) no lo logra, Arjun presenta a Geetha a su padre (Radha Ravi) esperando que él apruebe y bendiga su matrimonio, pero su padre, viendo que sus ambiciones políticas van más allá, contrata a la hija de un ministro (que se muestra como una niña mimada de carácter cuestionable), para Arjun. Así que Arjun se escapa con Geetha que es ayudada por Kutty. Kutty, Arjun, Geetha son perseguidos por los hombres del padre de Arjun pero no pueden atraparlos. Mientras tanto, las viejas heridas se renuevan entre Kutty y Arjun. Después de una intensa (kung-fu) lucha con los secuaces (donde Arjun corre y Kutty lucha), Arjun deja a Geetha con Kutty sin decir nada a ninguno de ellos. Kutty cuida de Geetha, que la toca. Ella pronto se da cuenta del amor que él le tiene y se arrepiente de no haberlo conocido antes de su compromiso con Arjun. Ella intenta decirle lo mismo, pero Kutty pensando que Geetha le está regañando cierra los oídos y no escucha lo que realmente le dijo (lo hace un par de veces en la película). Arjun llega a la escena con su padre a cuestas, ahora todos felices por su matrimonio. Geetha se va con Arjun para casarse con él. El día de la boda de Arjun y Geetha, Kutty vaga por aquí y por allá para ocuparse de los trabajos relacionados con la boda. Sus amigos entienden su dolor interno y le piden que llore. Mientras Geetha se dirige a la ceremonia, Kutty la detiene y expresa abiertamente su dolor por su amor y cómo la va a extrañar y le pregunta si su amor la tocó al menos una vez, sin saber que ya lo había hecho. (Luego se ríe y lo hace pasar por una broma). Geetha no le responde. Los amigos del niño de Kutty le presentan a Geetha un regalo (de Kutty) en el que encuentra su tobillera perdida y la página de poemas donde escribió una respuesta mientras estaba en Kanyakumari. Kutty fue la persona que saltó al mar para coger su tobillera y fue dada por muerta, por Geetha. Geetha finalmente se da cuenta de su amor por Kutty, rechaza su matrimonio con Arjun y va a Kutty y acepta su amor finalmente. 

## Reparto
- Dhanush como Kutty, un creyente y propagador del amor unilateral. Es huérfano y se muestra generoso y cariñoso, especialmente en lo que respecta a su amante.
- Shriya Saran como Geethanjali, una estudiante universitaria que se convierte en el blanco de los afectos de dos hombres: el de Arjun y el de Kutty.
- Sameer Dattani como Arjun Devanayagam, el universitario problemático que es popular como su padre quien es un ministro. Se esfuerza mucho para conseguir lo que desea.
- Radha Ravi como Devanayagam, el padre de Arjun, un ministro que sólo piensa en su carrera política.
- Srinath como la mano derecha de Arjun.
- Vincent Asokan como Muthu
- Rajalakshmi como la madre de Geetha, que llega para consolar a su hija.
- Aarthi como la mejor amiga de Dhanush, una marimacho por naturaleza que se viste y actúa, en gran medida, como un niño, de modo que es tratada como tal.
- Mayilsamy como Paramasivam, el verificador de boletos de ferrocarril que ofrece un breve momento de humor durante el viaje en tren.
- Neelima Rani como Shruthi, la mejor amiga de Geetha.
- Meghna Naidu en un número de la película. La acompañan bailarines mientras baila en el tren con Kutty.

## Producción
En enero de 2008, Gemini Film Circuits compró los derechos de remake de la película télugu Arya, protagonizada por Allu Arjun, y afirmó estar preparado para producir una película con Dhanush y Shriya Saran en el papel principal, con Balasekaran como director. Sin embargo, la película permaneció inactiva durante casi un año hasta que, tras el éxito de Yaaradi Nee Mohini, Mithran Jawahar fue contratado para sustituir a Balasekaran. La película se estrenó y se tituló Kadhir, pero finalmente pasó por un cambio de nombre para convertirse en Kutty. La película, estrenada en diciembre de 2008 y cuyo rodaje prosiguió en varios horarios, se filmó en Chennai, Vishakhapatnam y Kodaikanal.  Durante la producción de la película, fue adquirida para ser distribuida por Sun Pictures, sin embargo, el trato fracasó pero la película finalmente se estrenó durante el festival de Pongal el 14 de enero de 2010.

## Banda sonora
La banda sonora consistía principalmente en melodías recicladas de la película original en telugu del director musical Devi Sri Prasad. La banda sonora de la película se estrenó el 23 de diciembre de 2009. Las personas que estuvieron presentes en la pequeña función fueron A. Jawahar, Devi Sri Prasad y los productores.
| Kutty                                            | Kutty                    |
| ------------------------------------------------ | ------------------------ |
| Banda sonora por Devi Sri Prasad                 |                          |
| Lanzamiento                                      | 23 de diciembre de 2009  |
| Género                                           | Banda sonora             |
| Discográfica                                     | Think Music Gemini Audio |
| Cronología de Devi Sri Prasad                    |                          |
| Namo Venkatesa Kutty Adhurs (2009) (2009) (2010) |                          |

| N.º | Título                  | Letra    | Cantante(s)          | Duración |
| --- | ----------------------- | -------- | -------------------- | -------- |
| 1.  | "Life, A Jaali Than"    | Viveka   | Devi Sri Prasad      |          |
| 2.  | "Feel My Love" (Solo)   | Viveka   | KK                   |          |
| 3.  | "Nee Kadhalikkum Ponnu" | Thamarai | Mukesh               |          |
| 4.  | "Yaro En Nenjai"        | Thamarai | Sagar, Sumangali     |          |
| 5.  | "Feel My Love"          | Viveka   | KK                   |          |
| 6.  | "Kannu Rendum"          | Viveka   | Priya Himesh, Mukesh |          |

## Estreno

### Recepción de la crítica
En el momento del estreno, la película recibió generalmente críticas mixtas. Un crítico de Rediff le dio a la película 2,5 de 5, afirmando que la película es un "paseo divertido" y a pesar de parecer ser la "misma vieja historia" con un "final predecible", añade, "estás pegado a la pantalla por los intrigantes giros de la trama". Sify describe la película como un "entretenimiento limpio", citando que la película funciona "ya que es un musical limpio, honesto y romántico que vale una matiné para el público familiar", aunque no es "sin hipo" ya que "carece de comedia" y podría haber necesitado algunos trabajos de edición en la segunda mitad. Del mismo modo, un crítico de Times of India también describió la película como un "artista limpio" y elogió al director Jawahar, citando que "merece una ronda de aplausos", al tiempo que criticaba la narración que "aparece como un término de los estudiantes de conferencias como 'cuchilla'" y el clímax que "sólo ha ocurrido en otras 1000 películas". Behindwoods le dio a la película 2 de 5 y cita que la película es "definitivamente diferente del comercial regular" y que "el director se ha esforzado por hacer una película romántica que se sienta bien y ha tenido éxito parcialmente".

### Taquilla
La película se estrenó en Malasia en el undécimo lugar en la taquilla.

## Medios de comunicación
Los derechos satelitales de la película fueron vendidos a Sun TV.